# Jack Elam
William Scott „Jack” Elam (ur. 13 listopada 1920 w Miami w stanie Arizona, zm. 20 października 2003 w Ashland w stanie Oregon) – amerykański aktor.
Aktor znany z charakterystycznych ról drugoplanowych. Warunki zewnętrzne oraz niezwykłe oczy i spojrzenie sprawiły, że był obsadzany zwykle w rolach tzw. czarnych charakterów; głównie w westernach. Do najsłynniejszych należą m.in.: Vera Cruz (1954; reż. Robert Aldrich), Ostatni zachód słońca (1961; reż. Robert Aldrich), Pewnego razu na Dzikim Zachodzie (1968; reż. Sergio Leone) czy Pat Garrett i Billy Kid (1973; reż. Sam Peckinpah). Elam pojawił się w sumie w blisko 100 filmach i dziesiątkach seriali telewizyjnych.
Z aktorstwa wycofał się ostatecznie w 1995. Zmarł 8 lat później w swoim domu w Ashland. Bezpośrednią przyczyną śmierci była niewydolność serca.

## Wybrana filmografia
- Amerykańska partyzantka na Filipinach (1950) - lektor
- Podróż do Tomahawk (1950) jako Fargo
- Napad w Rawhide (1951) jako Tevis
- W samo południe (1952) jako pijak Charlie
- Ranczo złoczyńców (1952) jako Geary
- Jedź, kowboju (1953) jako Barton
- Vera Cruz (1954) jako Tex
- Daleki kraj jako Newberry
- Śmiertelny pocałunek (1955) jako Charlie Max
- Księżycowa flotylla (1955) jako Damen
- Mściciel z Laramie (1955) jako Chris Boldt
- Ranczo w dolinie (1957) jako McCoy
- Pojedynek w Corralu O. K. (1957) jako Tom McLowery
- Arystokracja podziemi (1961) jako Cheesecake
- W kraju Komanczów (1961) jako Horseface
- Ostatni zachód słońca (1961) jako Ed Hobbs
- Czworo z Teksasu (1963) jako Dobie
- Zachodni szlak (1967) jako wielebny Weatherby
- Szeryf z Firecreek (1968) jako Earl Norman
- Pewnego razu na Dzikim Zachodzie (1968) jako Snaky
- Popierajcie swego szeryfa (1969) jako Jake
- Rio Lobo (1970) jako Phillips
- Popierajcie swego rewolwerowca (1971) jako Jug May
- Pat Garrett i Billy Kid (1973) jako Alamosa Bill/Kermit
- Kaktus Jack (1978) jako Avery Simpson
- Wyścig armatniej kuli (1981) jako dr Nikolas Van Helsing
- Zły urok (1982) jako Otto
- Uroczysko (1983) jako Lum Witcher
- Wyścig armatniej kuli II (1984) jako dr Nikolas Van Helsing
- Pewnego razu w pociągu do Teksasu (1988) jako Jason Fitch
- Kosmita z przedmieścia (1991) jako płk. Dustin "Dusty" McHowell